# عزان (حبيش)

تعديل مصدري - تعديل

عزان هي إحدى قرى عزلة السلق بمديرية حبيش التابعة لمحافظة إب، بلغ تعداد سكانها 473 نسمة حسب تعداد اليمن لعام 2004.